# Atsushi Matsuura (fotbollsspelare född 1982)
Atsushi Matsuura (松浦 淳 Matsuura Atsushi?), född 10 januari 1982 i Hiroshima prefektur, är en japansk före detta fotbollsspelare.
Matsuura började sin karriär 2004 i Mito HollyHock. Han spelade 18 ligamatcher för klubben. Han avslutade karriären 2004.